# 木村真也
木村 真也（きむら しんや、1969年7月28日 - ）は、日本のキーボーディスト、作曲家。青森県出身。血液型O型。WANDSのメンバー。

## 来歴
- 1992年9月、大島康祐の後任としてWANDSのキーボードとしてメンバーに加入[1]。同年10月28日にリリースされた中山美穂&WANDSの「世界中の誰よりきっと」でデビュー。
- 1995年4月24日、アルバム『PIECE OF MY SOUL』にて、初めての作曲「MILLION MILES AWAY」が発表される。
- 1997年、上杉昇、柴崎浩がWANDSから脱退。脱退後もWANDSを継承することを決め、新メンバー和久二郎、杉元一生を迎え、第3期WANDSをスタート。第3期では、中心的存在となる。
- 2000年3月、WANDS初次解体。
- 初次解体後は、テライユキの楽曲「my dearest you」を手がけ、作曲家デビュー。現在はアニソンから演歌までの作曲、編曲を幅広く手がけており、作家としても活動している。
- 2012年、WANDS解体後より長らく所属していたユーズミュージックから離れた[2]。そのため、公式サイトからプロフィールが削除されている[3]。2016年現在はK-pointに所属。
- 2012年9月、10月、徳山秀典のライブにて、徳山と共に"トンズ"名義で、WANDS『世界が終るまでは…』を披露した[4]。
- 2013年、元Folder5のAKINAが所属している3ピースロックバンドShiny Lipsのプロデューサーを務める[5]。
- 2014年9月、イナズマロックフェス2014に来ている中、大島こうすけ、柴崎浩と偶然再会。大島のツイッター上で、3ショットの写真が掲載された[6][7]。大島曰く、この3ショットは学生の時以来25年ぶりくらいだと言う[6]。
- 2019年11月、WANDS第5期として再加入しグループ活動を再開した[8]。
- 2021年4月、世界情勢から過度なストレスが溜まり体調が回復しないため活動休止を発表[9]。
- 2023年1月の配信ライブにて一時復帰[10]。

## 人物
楽器店と音楽教室を経営していた親の影響で、幼少の頃よりクラシック音楽に触れる。武蔵野音楽大学音楽学部器楽学科（ピアノ専攻）に進むも、次第にポピュラー音楽に惹かれ、クラシックの閉鎖的な世界に限界を見い出したため中退。音大中退後は、ポピュラー音楽に傾倒し、より実践的かつ直接的な音楽の世界に身を置くために、ジャズ・バンドに参加したり、様々なバンドのキーボード・プレイヤーとしてライブ等も頻繁に行う。その後、柴崎と旧友だった関係により、大島の後任として、WANDSに加入した。
第2期WANDSの途中より黒縁の眼鏡をかけ（視力は悪くなく、事務所の指示だった）第3期にはサングラスをかけていたため、眼鏡というイメージも強い。
フェイバリット・アーティストは、クイーン、エアロスミス、アース・ウィンド・アンド・ファイアー、ジョン・ロード、オスカー・ピーターソンなど。

## エピソード
- 元WANDSという肩書きを利用することに抵抗がある部分を持っており「裏方に徹する美学に反する」と語っている[12]。
- 安保がCANDYMANをやっていた頃、CANDYMANのブログに登場したことがある[13]。
- 安保がサポートとして参加した[14]浅岡雄也「15th Anniversary 2009-2010 6th LIVE TOUR ～ ウタハトビラヲアケテユク～」の東京公演[15] に招待されたが、終演後に安保が電話で感想を聞いた所、木村は公演を翌日と勘違いしていた[16]。

## 楽曲提供

### 提供作品

#### あ行
- 浅岡雄也
  - 「キミヲマモリタクテ。」（作曲、浅岡雄也との共作）
  - 「冬の花」（作曲、浅岡雄也との共作）
- berry
  - 「Daisy」（作詞）
- 石田ミホコ
  - 「Captain」（編曲）
  - 「I'll Be There」（編曲）
  - 「one for ALL」（編曲）
  - 「We are the one」（編曲）
  - 「終わりなきもの」（編曲）
- 猪口有佳
  - 「天使のメロディー」（作詞・作曲・編曲、きむしん名義）
- 及川ひとみ
  - 「LUCKY DAY」（作詞・作曲・編曲、きむしん名義）
- 小野恵令奈
  - 「恋リズム」（作曲）[17]
- 大野靖之
  - 「陽だまり」（編曲）
  - 「頑張れなんて言えないよ」（編曲）

#### か行
- 加茂フミヨシ
  - 「Aurora」（作曲）
- 川田麻美
  - 「Strawberrydays」（作詞・作曲・編曲）
- キニーネ
  - 「ネバーランド」（作曲）
  - 「beyond of silence」（作曲）
- 楠木あや
  - 「CLOSE」（作詞・作曲）
- THE CONDORS
  - 「シャバラ!」（編曲、THE CONDORSと共同）

#### さ行
- さとう宗幸
  - 「夢のつばさ」（作曲）
- SATOSHI
  - 「ROAD TO FUTURE」（作詞・作曲・編曲）
  - 「雨の終り」（作詞・作曲・編曲）
- Shinji
  - 「KID'S WAR」（編曲）
  - 「grief」（編曲）
- SHU-I
  - 「Maybe Love」（作曲）

#### た行
- タッキー&翼
  - 「REAL DX」（作曲）
- 千葉山貴公
  - 「はぐれ酒」（編曲）[18]
- テライユキ
  - 「my dearest you」（作詞・作曲・編曲）
  - 「Fly away alone」（作詞・作曲・編曲）
- 徳永愛
  - 「take me to the road」（作詞・作曲）
- 徳山秀典
  - 「Take it easy」（作詞・作曲・編曲）
  - 「Close to dream」（作詞・作曲・編曲）
  - 「everyday」（作曲・編曲）[19]
  - 「僕等の道」（作曲・編曲）
  - 「それは全部「愛」だった」（編曲）
  - 「I can't stop my heart」（編曲）[20]
  - 「愛のまま永遠に」（編曲）
  - 「Break open」（編曲）
  - 「Love is... feat.KoN」（編曲）
  - 「春夏秋冬」（編曲）
- 鳳山雅姫
  - 「砂」（作曲）

#### ま行
- 松元治郎
  - 「Journey」（作曲）
  - 「Next World」（作曲）
  - 「その眼差しだけが」（作曲）
  - 「在るべき場所へ」（作曲、松元治郎との共作）
- 水木一郎
  - 「コン・バトラーVのテーマ (THE HERO ver.)」（編曲）

#### や行
- 結香
  - 「last summer time」（作曲・編曲）

#### ら行
- La-Vie.
  - 「ジレンマ(再発シングル版)」（編曲）
  - 「FREEDOM」（編曲、大村栄二と共同）
  - 「You say…明日へ」（編曲、La-Vie.と共同）
- rockwell
  - 「夏の日の2006-based on 1993-」（編曲）
  - 「Answer」（編曲、きむしん名義）

### アニメ・ゲームソング
_summer
- 「ソーダ水とひこうき雲」（歌：小坂優舞/作詞・編曲/きむしん名義）
- 「_summer」（歌：小坂優舞/作詞・編曲/きむしん名義）

下級生2〜瞳の中の少女たち〜
- 「恋の歌」（歌：カチューシャ/編曲/きむしん名義）
- 「waver leaf」（歌：若井みさき (永島由子)/作詞・作曲・編曲/きむしん名義）
- 「誰よりもいちばん輝いているあなたへ」（歌：井伏オキエ (長崎みなみ)/作詞・作曲・編曲/きむしん名義）

ガラスの艦隊
- 「彼方へ」（歌：ANZA/編曲）

君が主で執事が俺で
- 「wonder life」（歌：uran/作曲・編曲/きむしん名義）

貧乏神が!
- 「ウラハラサカサ」（歌：桜市子 (花澤香菜) & 紅葉 (内山夕実)/編曲）[21]

ふしぎ星の☆ふたご姫
- 「らぶ☆らぶ★まじっく」（歌：FLIP-FLAP/作詞・作曲・編曲）
- 「ラブリー・アドベンチャー」（歌：FLIP-FLAP/作詞・作曲・編曲）

### ミュージカル
テニスの王子様
- 「Higher!」（歌：跡部景吾 (加藤和樹)/作曲）

### サウンドプロデュース
- Shiny Lips
  - 「全部あげるから」

## 劇伴作品

### アニメ
- GR-GIANT ROBO- （きむしん名義）

### ゲーム
- 下級生2（きむしん名義）
- ドラゴンナイト4（Windows版、きむしん名義）
- 花と蛇（きむしん名義）

### ドラマCD
- 倒凶十将伝 魔王の心臓

### 映画
- パーティは銭湯からはじまる